# Хосокава Сіндзі
Сіндзі Хосокава (яп. 細川 伸; нар. 2 січня 1960) — японський дзюдоїст, олімпійський чемпіон 1984 року, бронзовий призер Олімпійських ігор 1988 року, чемпіон світу.

## Виступи на Олімпіадах
| Олімпіада         | Дисципліна | Місце |
| ----------------- | ---------- | ----- |
| Лос-Анджелес 1984 | до 60 кг   | 1     |
| Сеул 1988         | до 60 кг   | 3     |